# فرودگاه کیپ گلاستر
فرودگاه کیپ گلاستر (به انگلیسی: Cape Gloucester Airport) یک فرودگاه همگانی با کد یاتا CGC است که یک باند فرود آسفالت دارد و طول باند آن ۱۰۷۳ متر است. این فرودگاه در کشور گینه نو قرار دارد و در ارتفاع ۲۴ متری از سطح دریا واقع شده‌است.